# Erigonella subelevata
Erigonella subelevata là một loài nhện trong họ Linyphiidae.
Loài này thuộc chi Erigonella. Erigonella subelevata được Ludwig Carl Christian Koch miêu tả năm 1869.